# Acidovorax delafieldii
Acidovorax delafieldii es una especie de bacteria gramnegativa del género Acidovorax. Fue descrita en el año 1990. Su etimología hace referencia al microbiólogo F. P. Delafield. Anteriormente conocida como Pseudomonas delafieldii. Es aerobia y móvil por flagelo polar. Tiene un tamaño de 0,2-0,7 μm de ancho por 1-5 μm de largo. Oxidasa positiva. Se ha aislado de suelos, aguas y ambientes clínicos. 